# Зерде (пудинг)
Зерде — традиційний перський, іракський, турецький десерт. Це рисовий пудинг з додаванням великої кількості шафрану, що надає йому яскравого жовтого відтінку та ніжного квіткового аромату. Ця святкова страва популярна на весіллях, днях народження та під час релігійних свят, таких як перша неділя місяця Шаабан, коли святкується народження пророка Закарія, і перші десять днів священного місяця Мухаррам.
Слово «zer» означає «золотий» або «жовтий», походить від перського слова «zard» (перс. زرد) з тим самим значенням.
Десерт «зерде» потрапив до західної Туреччини разом з іммігрантами зі Східної Фракії, яка забезпечує майже половину виробництва рису в країні. Сьогодні зерде дуже популярний в Туреччині. Інгредієнти, що використовуються при приготуванні десерту, в Туреччині трохи відрізняються від регіону до регіону.
Зерде, крім додавання шафрану, відрізняється від традиційного рисового пудингу тим, що готується не на молоці, а на воді.
Одна порція зерде містить приблизно 215 калорій.